# Шодоловци
Шодоловци (хорв. Šodolovci) — община и населённый пункт в Хорватии.
Община Шодоловци находится в восточной части Хорватии в Осиецко-Бараньской жупании. Община располагается в 18 км от города Осиек.

## География
В состав общины входят следующие населённые пункты (данные о населении на 2011 год):
- Шодоловци — 338 чел.
- Силаш — 476 чел.
- Палача — 241 чел.
- Петрова Слатина — 209 чел.
- Ада — 200 чел.
- Копривна — 113 чел.
- Паулин Двор — 76 чел.

## Демография
Население общины составляет 1 653 человека по переписи 2011 года. Национальный состав выглядит следующим образом:
- 82,58 % сербы — 1 365 чел.
- 15,00 % хорваты — 248 чел.
- 0,29 % венгры — 7 чел.
- 0,29 % албанцы — 7 чел.

## Города-побратимы
- Вагенинген